# Bioetanol

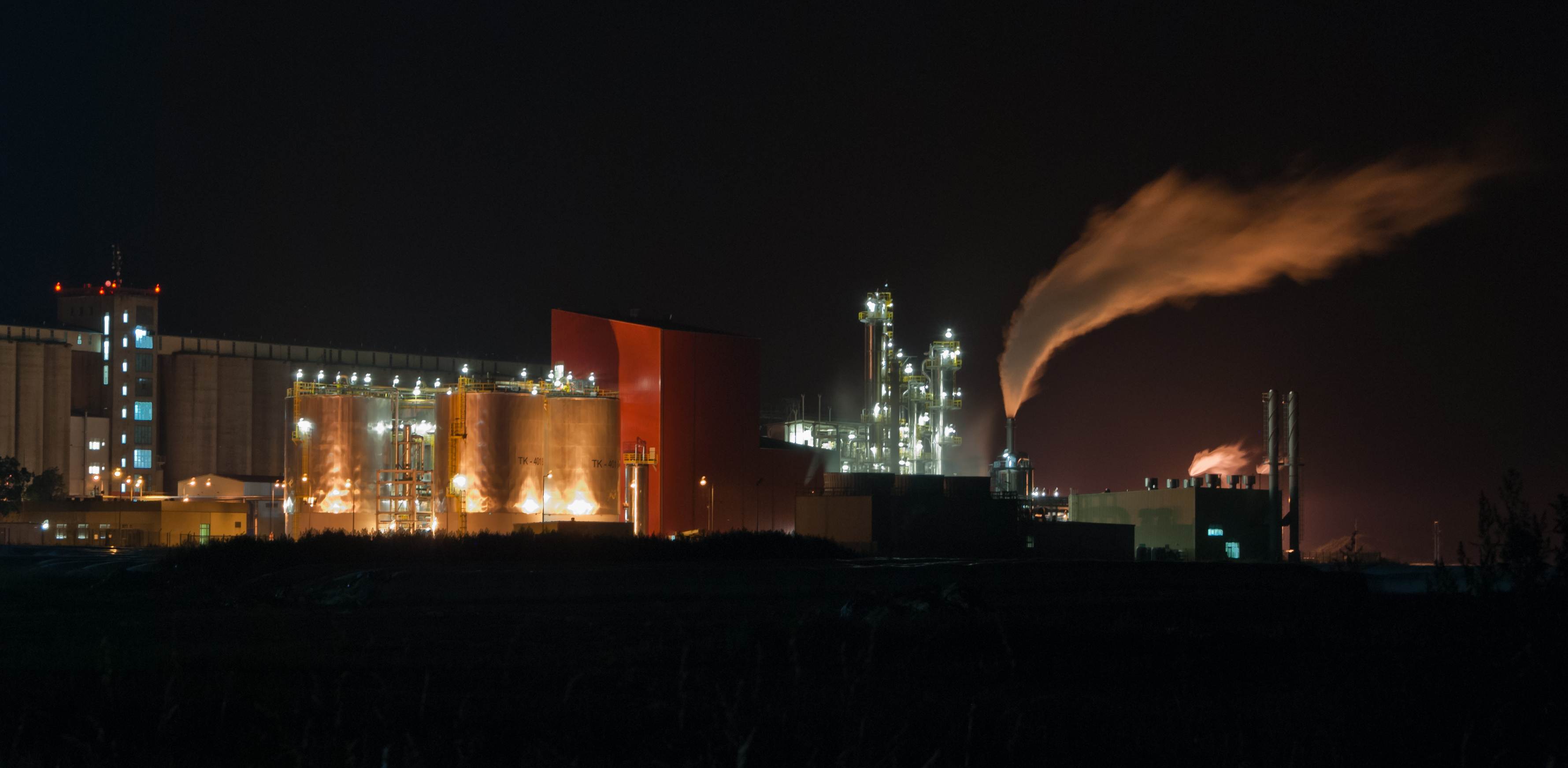
Zakład produkcji bioetanolu w Goświnowicach

Bioetanol (alkohol rolniczy) – odwodniony (< 1% wody) alkohol etylowy (etanol) otrzymywany z biomasy (jako odnawialnego źródła węgla) lub z biodegradowalnej części odpadów (papieru, płyt drewnianych, itp.). Bioetanol może być stosowany w czystej postaci (tzw. E100) lub mieszany z innymi alkoholami (np. z metanolem) jako biopaliwo; może też być mieszany z paliwami, pochodnymi olejów mineralnych.
W Polsce planuje się uruchomienie (przy współudziale prof. Nazimka) zakładu produkującego "biobenzynę" na terenie byłej cukrowni w gminie Rejowiec.

## Zdolność produkcyjna w Unii Europejskiej
Zdolność produkcyjna największych europejskich producentów bioetanolu w 2014 r.
| Firma | Kraj            | Liczba i lokalizacja zakładów produkcyjnych              | Zdolność produkcyjna [mln litrów] | Surowce                                                               |
| --- | --------------- | -------------------------------------------------------- | --------------------------------- | --------------------------------------------------------------------- |
| Abengoa BioEnergie | Hiszpania       | Hiszpania (3), Holandia (1), Francja (1)                 | 1281                              | Jęczmień, pszenica, kukurydza, odnawialne frakcje odpadów komunalnych |
| Crop Energies | Niemcy          | Niemcy (1), Belgia (1), Francja (1), Wielka Brytania (1) | 1200                              | Sok cukrowy, pszenica, kukurydza, pszenżyto                           |
| Tereos | Francja         | Francja (6), Czechy (3), Belgia (1), USA (1)             | 1260                              | Sok cukrowy, pszenica                                                 |
| Cristanol | Francja         | Francja (4)                                              | 550                               | Sok cukrowy, pszenica                                                 |
| Vivergo | Wielka Brytania | Wielka Brytania (1)                                      | 420                               | Pszenica                                                              |
| Agrana | Austria         | Austria (1), Węgry (1 * 50%)                             | 420                               | Pszenica, kukurydza                                                   |
| Verbio | Niemcy          | Niemcy (2)                                               | 340                               | Ziarna (głównie żyta)                                                 |
| Agroetanol | Szwecja         | Szwecja (1)                                              | 250                               | Pszenica                                                              |
| Żaden z zakładów nie stosuje całych buraków cukrowych. Sok cukrowy oznacza najczęściej syrop lub melasę. Dane z roku 2014. |                 |                                                          |                                   |                                                                       |